# Lațcu de Moldavie
Lațcu, fils de Bogdan Ier le Fondateur (Bogdan Întemeitorul) est voïvode de Moldavie entre environ 1365 et 1373. La monarchie étant élective dans les principautés roumaines (comme en Hongrie et Pologne voisines), le prince (voïvode, hospodar ou domnitor selon les époques et les sources) était élu par et parmi les boyards et, pour être nommé, régner et se maintenir, s'appuyait fréquemment sur les puissances voisines, hongroise, polonaise ou ottomane.
Lațcu est un des diminutifs de Vladislav (Ladislas), souvent en usage à cette période en Europe de l'Est ; un autre diminutif très commun est Vlad.
Pendant son règne, le nombre des catholiques augmente en Moldavie et le 9 mars 1371, un certain Andrei (André) est nommé évêque de Siret par l'archevêque de Cracovie. Le 3 septembre 1371, le pape Grégoire XI nomme un second évêque à Milcov.
Lațcu lui-même se convertit au catholicisme en 1370 pour obtenir une considération religieuse en Europe égale à ses voisins, les rois de Pologne et de Hongrie. Il est reconnu par le Saint-Siège comme duc de Moldavie, fait mentionné sur un acte qui précise qu'il règne sur la nation valaque (dux Moldavie partium, seu nationis Wlachie).
Il espère aussi que le pape lui permette de divorcer d'avec sa femme, qui ne peut lui donner d'enfant, mais, dans une lettre du 25 janvier 1372, le souverain pontife lui refuse sa demande et peu après, son épouse donne naissance à une fille : Ana ou Anastasia, qui épousera Iuga Ologul, le successeur de Costea Mușat le voïvode qui lui succède, premier représentant de la famille des Mușatini. 
Lațcu est enterré dans l'église Bogdana de Rădăuți à côté de son père Bogdan Ier.

## Sources
- (ro) M. Barbulescu, D. Deletant, K. Hitchins, S. Papacostea, P. Teodor  Istoria României (Histoire de la Roumanie). Ed. Corint, 2004,  (ISBN 973-653-514-2).
- (ro) Constantin C.Giurescu & Dinu C.Giurescu Istoria Românilor, Volume II (1352-1606). Editura Științifică și Enciclopedică, București (1976) p. 38-39.
- Jean Nouzille La Moldavie, Histoire tragique d'une région européenne, Ed. Bieler,  (ISBN 2-9520012-1-9)